# Přemysl (nome)
Přemysl  è un nome proprio di persona ceco maschile.

## Varianti
- Ipocoristici: Přemek[1]

### Varianti in altre lingue
- Polacco: Przemysł[1]

## Origine e diffusione

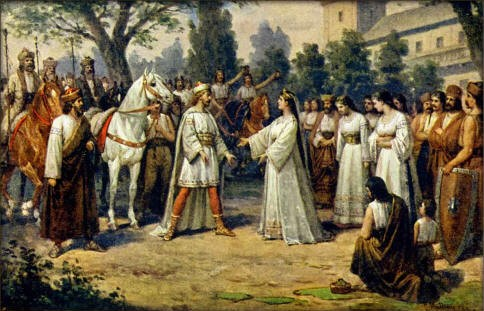
Přemysl e Libuše in un dipinto di Josef Mathauser

Si tratta di un antico nome slavo che, composto dalle radici pre ("sopra") e mysli ("pensiero", "idea"), è interpretabile come "stratagemma", "trucco". 
Il nome è portato, nella tradizione ceca, da Přemysl l'Aratore, il marito di Libuše, considerato il capostipite della dinastia přemyslide che governò la Boemia fino al XIV secolo. In epoca medievale il nome (che era forse scritto Premysl), venne combinato con il termine slav ("gloria"), assai comune nell'onomastica slava, dando origine al nome Przemysław.

## Onomastico
Non esistono santi che portano questo nome, che quindi è adespota. L'onomastico può essere festeggiato in occasione di Ognissanti, il 1º novembre.

## Persone
- Přemysl Bičovský, calciatore e allenatore di calcio ceco
- Přemysl Kovář, calciatore ceco